# Acanthochitona subrubicunda
Acanthochitona subrubicunda is een keverslakkensoort uit de familie van de Acanthochitonidae. De wetenschappelijke naam van de soort is voor het eerst geldig gepubliceerd in 1941 door Leloup.